# James Peace
Kenneth James Peace (ur. 28 września 1963 w Paisley) ― szkocki kompozytor, pianista i artysta.

## Życiorys
James Peace urodził się 28 września 1963 roku w mieście Paisley w Szkocji. Większość dzieciństwa spędził w nadmorskiej miejscowości Helensburgh w zachodniej Szkocji. Do jego rodziny należy wielu artystów (m.in. John McGhie i Felix Burns, popularny kompozytor muzyki tanecznej pierwszej połowy dwudziestego wieku). Jako ośmiolatek zaczął uczęszczać na lekcje gry na pianinie, a w wieku czternastu lat odbył swój pierwszy publiczny występ z repertuarem Scotta Joplina. Rok później Peace został wybrany na organistę w Kościele św. Andrzeja w Dumbarton, natomiast w wieku szesnastu lat został formalnie przyjęty i rozpoczął naukę w Królewskiej Akademii Muzycznej i Teatralnej w Szkocji (ang. Royal Scottish Academy of Music and Drama [obecnie Królewskie Konserwatorium w Szkocji, gael. Conservatoire Rìoghail na h-Alba]) jako najmłodszy student. W 1983 roku ukończył studia na Uniwersytecie w Glasgow ze stopniem licencjata w grze na pianinie oraz jej nauczaniu. Rok później otrzymał dyplom z wykonawstwa muzyki po zagraniu pierwszego koncertu fortepianowego Mendelssohna z orkiestrą RSAMD. Po ukończeniu nauki formalnej był rozchwytywanym pianistą. W latach 1988–1991 mieszkał w Edynburgu.
W latach 1991–2009 James Peace przebywał w Bad Nauheim (Niemcy). Od 1998 roku prowadził badania na temat tanga, produkując płytę Tango escocés (szkockie tango), na której umieścił własne kompozycje na fortepian inspirowane tangiem, a w 2002 roku wstąpił do Akademii Muzycznej „Victoria“ (ang. Victoria College of Music). Tego samego roku, na przełomie września i października, wyruszył w trasę koncertów solowych na terenie północnych Niemczech, natomiast w listopadzie na Daleki Wschód, gdzie po raz pierwszy zagrał Tango XVII w Hongkongu. W Tokio został odznaczony pamiątkowym międzynarodowym medalem stowarzyszenia pianistów IPDA.
W kolejnych latach jego występy odbywały się głównie w Europie. Grał tango w następujących stolicach: Amsterdam, Ateny, Berlin, Bruksela, Helsinki, Lizbona, Londyn, Madryt, Oslo, Rejkjavík, i Wiedeń.
W 2005 roku otrzymał złoty medal Międzynarodowego Stowarzyszenia „Lutèce“ (fr. Internationale Académie de Lutèce) w Paryżu, a w 2008 roku został przyjęty do Akademii Muzycznej w Londynie (ang. London College of Music) jako uznanie jego zasług w dziedzinie tanga.
Po krótkim pobycie w Edynburgu wrócił do Wiesbaden w Niemczech w lutym 2010 roku. Skutkowało to nowymi impulsami twórczymi, dzięki czemu z wybranych oryginalnych kompozycji stworzył krótki film. Film dokumentalny James Peace w Wiesbaden stanowi jedno z dzieł tego gatunku.

## Nagrody i odznaczenia
- I miejsce, Konkurs Agnes Millar, Glasgow, 1983[6].
- I miejsce, Konkurs Dunbartonshire E.I.S. Prize, Glasgow, 1984[6].
- Sibelius Essay Prize (Konkurs im Sibeliusa), 1985[6].
- Międzynarodowe Konkurs Kompozycyjny T.I.M. (wł. Torneo Internazionale di Musica). Dyplom, Rzym, 2000[1][2][7].
- Fundacja IBLA (ang. IBLA Foundation). Dyplom, Nowy Jork, 2002[1][2][7].
- Międzynarodowe Stowarzyszenie IPDA. Pamiątkowy medal (klasa I), Tokio, 2002[1][2][7][12].
- Międzynarodowe Stowarzyszenie Lutèce. Złoty medal, Paryż, 2005[1][2].

## Ważniejsze kompozycje
- Wodospad op.3 na flet i fortepian
- Sielanki op.4 na rożek angielski solo
- Aubade op.9 na rożek angielski i orkiestrę smyczkową
- Lento Lacrimoso op.10 na wiolonczelę i fortepian
- Zapomniane liście op.12 na wiolonczelę i orkiestrę
- Sonata op.16 na obój i fortepian
- Ballada op.18 na orkiestrę symfoniczną
- Uroczysty marsz nr 1 op.19 na organy i orkiestrę
- Uroczysty marsz nr 2 op.23 na orkiestrę
- Jesienne złoto op.25 na klarnet, 2 skrzypiec, altówkę i wiolonczelę[23]
- Pieśń wieczności op.32 na sopran i orkiestrę[1]
- 24 utwory tanga na fortepian solo[1][9][24]